# Liste der Fußballspiele zwischen Arminia Bielefeld und Preußen Münster
Die Liste der Fußballspiele zwischen Arminia Bielefeld und Preußen Münster führt alle Pflichtspiele zwischen den ersten Fußballmannschaften von Arminia Bielefeld und Preußen Münster auf. Die Liste erhebt keinen Anspruch auf Vollständigkeit. Die Rivalität zwischen beiden Vereinen haben ihren Ursprung in den Aversionen, die die Bewohner der beiden Städte miteinander pflegen. Geographische Gesichtspunkte spielen eine untergeordnete Rolle, da beide Städte eine Entfernung von rund 62 Kilometer trennt. Anlässlich des hundertjährigen Vereinsjubiläums der Arminia wurde der damalige Präsident Hans-Hermann Schwick gefragt, welchen Gegner er sich für ein Jubiläumsfreundschaftsspiel wünschen würde. Seine Antwort lautete: „Entweder Real Madrid oder Preußen Münster.“
Beide Vereine trafen erstmals in der Saison 1911/12 aufeinander. Bis in die frühen 1940er Jahre hatte zumeist die Arminia die Nase vorne. In den 1950er und frühen 1960er Jahren spielten die Preußen zeitweilig zwei Ligen höher als die Bielefelder, ehe beide Mannschaften 1964 in der damals zweitklassigen Regionalliga West zueinander fanden. Von 2011 bis 2013, in der Spielzeit 2014/15 sowie ab der Saison 2023/24 spielen beide Mannschaften in der 3. Liga. Von den 76 Pflichtspielen gewannen die Bielefelder 37 und die Münsteraner 18 bei 23 Unentschieden. Vier Ergebnisse sind unbekannt.

## Legende
- Nr.: Nennt die laufende Nummer des Spiels.
- Datum: Nennt das Datum des Spiels, sofern es bekannt ist.
- Liga: Nennt die Liga und Saison, in der die Spiele stattfanden.
- Begegnung: Nennt die ausgespielte Begegnung. Die erstgenannte Mannschaft hatte Heimrecht.
- Ergebnis: Nennt das Ergebnis. Blau unterlegte Ergebnisse kennzeichnen einen Sieg der Bielefelder, während grün unterlegte Ergebnisse auf einen Sieg der Münsteraner hinweisen. Bei gelb unterlegten Ergebnissen endete das Spiel unentschieden.
- Bemerkung: Nennt besondere Ereignisse.

## Liste der Pflichtspiele

### Ligaspiele
| Nr. | Datum         | Saison                                       | Begegnung         | Ergebnis  | Bemerkung                                                                                           |
| --- | ------------- | -------------------------------------------- | ----------------- | --------- | --------------------------------------------------------------------------------------------------- |
| 01 | unbekannt     | Kreisliga Westfalen 1911/12 Gruppe Ost       | unbekannt         | unbekannt | |
| 02 | unbekannt     | Kreisliga Westfalen 1911/12 Gruppe Ost       | unbekannt         | unbekannt | |
| 03 | unbekannt     | Kreisliga Westfalen 1912/13 Gruppe Ost       | Arminia – Preußen | unbekannt | |
| 04 | unbekannt     | Kreisliga Westfalen 1912/13 Gruppe Ost       | Preußen – Arminia | 1:2       | |
| 05 | unbekannt     | Kreisliga Westfalen 1913/14                  | Arminia – Preußen | 1:0       | |
| 06 | unbekannt     | Kreisliga Westfalen 1913/14                  | Preußen – Arminia | 2:4       | |
| Kein Spielbetrieb zwischen 1914 und 1919 wegen des Ersten Weltkriegs.                                                                                |               |                                              |                   |           | |
| 07 | unbekannt     | Kreisliga Westfalen 1919/20                  | Arminia – Preußen | 4:1       | |
| 08 | unbekannt     | Kreisliga Westfalen 1919/20                  | Preußen – Arminia | 1:1       | |
| 09 | unbekannt     | Gauliga Westfalen 1921/22                    | Arminia – Preußen | 5:1       | |
| 10 | unbekannt     | Gauliga Westfalen 1921/22                    | Preußen – Arminia | 0:1       | |
| In der Saison 1922/23 spielte Münster in der Staffel West und Arminia in der Staffel Ost.                                                            |               |                                              |                   |           | |
| 11 | unbekannt     | Endspiel der Gauliga Westfalen 1922/23       | Arminia – Preußen | 7:0       | gespielt wurde in Hamm; höchster Sieg der Arminia                                                   |
| 12 | unbekannt     | Gauliga Westfalen 1923/24 Gruppe Ost         | Arminia – Preußen | 3:0       | |
| 13 | unbekannt     | Gauliga Westfalen 1923/24 Gruppe Ost         | Preußen – Arminia | unbekannt | |
| 14 | unbekannt     | Gauliga Westfalen 1924/25                    | Arminia – Preußen | 1:0       | |
| 15 | 1. Nov. 1925  | 1. Bezirksklasse Westfalen 1925/26           | Preußen – Arminia | 0:5       | Erste Liveübertragung eines Fußballspiels im deutschen Rundfunk. Höchster Auswärtssieg der Arminia. |
| Von 1926 bis 1928 und von 1930 bis 1933 spielte Münster in der Staffel West und Arminia in der Staffel Ost. Zwischenzeitlich stiegen die Preußen ab. |               |                                              |                   |           | |
| 16 | unbekannt     | Gauliga Westfalen 1933/34                    | Arminia – Preußen | 0:1       | |
| 17 | unbekannt     | Gauliga Westfalen 1933/34                    | Preußen – Arminia | 2:1       | |
| Arminia stieg aus der Gauliga ab. Die Preußen folgten 1936.                                                                                          |               |                                              |                   |           | |
| 18 | unbekannt     | Aufstiegsrunde zur Gauliga Westfalen 1936/37 | Arminia – Preußen | 2:0       | |
| 19 | unbekannt     | Aufstiegsrunde zur Gauliga Westfalen 1936/37 | Preußen – Arminia | 0:2       | |
| Arminia und die Preußen stiegen 1938 gemeinsam in die Gauliga auf.                                                                                   |               |                                              |                   |           | |
| 20 | unbekannt     | Gauliga Westfalen 1938/39                    | Arminia – Preußen | 5:0       | geteilter höchster Heimsieg der Arminia                                                             |
| 21 | unbekannt     | Gauliga Westfalen 1938/39                    | Preußen – Arminia | 2:1       | |
| 22 | unbekannt     | Gauliga Westfalen 1939/40                    | Arminia – Preußen | 2:1       | |
| 23 | unbekannt     | Gauliga Westfalen 1939/40                    | Preußen – Arminia | 6:0       | höchster Heimsieg der Preußen                                                                       |
| 24 | unbekannt     | Gauliga Westfalen 1940/41                    | Arminia – Preußen | 6:1       | geteilter höchster Heimsieg der Arminia                                                             |
| 25 | unbekannt     | Gauliga Westfalen 1940/41                    | Preußen – Arminia | 4:7       | |
| Münster stieg 1941 aus der Gauliga ab. |               |                                              |                   |           | |
| 26 | unbekannt     | Landesliga Westfalen 1945/46 Gruppe 2        | Arminia – Preußen | 0:3       | geteilter höchster Auswärtssieg der Preußen                                                         |
| 27 | unbekannt     | Landesliga Westfalen 1945/46 Gruppe 2        | Preußen – Arminia | 2:2       | |
| Arminia stieg 1946 aus der Landesliga ab und 1949 in die Oberliga auf.                                                                               |               |                                              |                   |           | |
| 28 | 4. Sep. 1949  | Oberliga West 1949/50                        | Preußen – Arminia | 5:0       | |
| 29 | 10. Apr. 1950 | Oberliga West 1949/50                        | Arminia – Preußen | 2:0       | |
| Arminia stieg 1950 aus der Oberliga ab. Die Preußen stiegen 1964 aus der Bundesliga ab.                                                              |               |                                              |                   |           | |
| 30 | 23. Aug. 1964 | Regionalliga West 1964/65                    | Preußen – Arminia | 2:1       | |
| 31 | 10. Jan. 1965 | Regionalliga West 1964/65                    | Arminia – Preußen | 2:5       | geteilter höchster Auswärtssieg der Preußen                                                         |
| 32 | 3. Okt. 1965  | Regionalliga West 1965/66                    | Preußen – Arminia | 0:2       | |
| 33 | 30. Jan. 1966 | Regionalliga West 1965/66                    | Arminia – Preußen | 3:0       | |
| 34 | 23. Okt. 1966 | Regionalliga West 1966/67                    | Preußen – Arminia | 0:3       | |
| 35 | 19. Feb. 1967 | Regionalliga West 1966/67                    | Arminia – Preußen | 2:2       | |
| 36 | 6. Aug. 1967  | Regionalliga West 1967/68                    | Preußen – Arminia | 2:2       | |
| 37 | 3. Dez. 1967  | Regionalliga West 1967/68                    | Arminia – Preußen | 0:0       | |
| 38 | 17. Nov. 1968 | Regionalliga West 1968/69                    | Arminia – Preußen | 2:1       | |
| 39 | 16. März 1969 | Regionalliga West 1968/69                    | Preußen – Arminia | 2:4       | |
| 40 | 31. Aug. 1969 | Regionalliga West 1969/70                    | Preußen – Arminia | 0:2       | |
| 41 | 28. Dez. 1969 | Regionalliga West 1969/70                    | Arminia – Preußen | 2:2       | |
| Arminia stieg 1970 in die Bundesliga auf und 1972 wieder ab.                                                                                         |               |                                              |                   |           | |
| 42 | 10. Sep. 1972 | Regionalliga West 1972/73                    | Preußen – Arminia | 0:0       | |
| 43 | 7. Jan. 1973  | Regionalliga West 1972/73                    | Arminia – Preußen | 5:1       | |
| 44 | 25. Nov. 1973 | Regionalliga West 1973/74                    | Arminia – Preußen | 2:0       | |
| 45 | 24. März 1974 | Regionalliga West 1973/74                    | Preußen – Arminia | 2:0       | |
| 46 | 21. Aug. 1974 | 2. Bundesliga Nord 1974/75                   | Arminia – Preußen | 3:2       | |
| 47 | 1. Feb. 1975  | 2. Bundesliga Nord 1974/75                   | Preußen – Arminia | 1:2       | |
| 48 | 27. Sep. 1975 | 2. Bundesliga Nord 1975/76                   | Preußen – Arminia | 1:1       | |
| 49 | 27. März 1976 | 2. Bundesliga Nord 1975/76                   | Arminia – Preußen | 2:2       | |
| 50 | 17. Sep. 1976 | 2. Bundesliga Nord 1976/77                   | Preußen – Arminia | 1:0       | |
| 51 | 26. Feb. 1977 | 2. Bundesliga Nord 1976/77                   | Arminia – Preußen | 2:2       | |
| 52 | 22. Okt. 1977 | 2. Bundesliga Nord 1977/78                   | Arminia – Preußen | 2:0       | |
| 53 | 2. Apr. 1978  | 2. Bundesliga Nord 1977/78                   | Preußen – Arminia | 0:1       | |
| Arminia stieg 1978 in die Bundesliga auf und 1979 wieder ab.                                                                                         |               |                                              |                   |           | |
| 54 | 9. Sep. 1979  | 2. Bundesliga Nord 1979/80                   | Arminia – Preußen | 2:1       | |
| 55 | 8. März 1980  | 2. Bundesliga Nord 1979/80                   | Preußen – Arminia | 0:3       | |
| Arminia stieg 1980 in die Bundesliga auf und 1988 in die Oberliga Westfalen ab.                                                                      |               |                                              |                   |           | |
| 56 | 11. Sep. 1988 | Oberliga Westfalen 1988/89                   | Preußen – Arminia | 0:1       | |
| 57 | 5. März 1989  | Oberliga Westfalen 1988/89                   | Arminia – Preußen | 1:3       | |
| Die Preußen stiegen 1989 in die 2. Bundesliga auf und 1991 wieder ab.                                                                                |               |                                              |                   |           | |
| 58 | 22. Sep. 1991 | Oberliga Westfalen 1991/92                   | Arminia – Preußen | 1:1       | |
| 59 | 8. März 1992  | Oberliga Westfalen 1991/92                   | Preußen – Arminia | 3:0       | |
| 60 | 30. Aug. 1992 | Oberliga Westfalen 1992/93                   | Arminia – Preußen | 0:3       | geteilter höchster Auswärtssieg der Preußen                                                         |
| 61 | 13. Feb. 1993 | Oberliga Westfalen 1992/93                   | Preußen – Arminia | 1:0       | |
| 62 | 15. Aug. 1993 | Oberliga Westfalen 1993/94                   | Preußen – Arminia | 0:0       | |
| 63 | 6. Feb. 1994  | Oberliga Westfalen 1993/94                   | Arminia – Preußen | 0:3       | geteilter höchster Auswärtssieg der Preußen                                                         |
| 64 | 11. Sep. 1994 | Regionalliga West/Südwest 1994/95            | Arminia – Preußen | 1:1       | |
| 65 | 31. März 1995 | Regionalliga West/Südwest 1994/95            | Preußen – Arminia | 1:2       | |
| Arminia stieg 1995 in die 2. Bundesliga auf und 2011 wieder ab.                                                                                      |               |                                              |                   |           | |
| 66 | 12. Nov. 2011 | 3. Liga 2011/12                              | Preußen – Arminia | 0:0       | |
| 67 | 17. März 2012 | 3. Liga 2011/12                              | Arminia – Preußen | 2:2       | |
| 68 | 22. Sep. 2012 | 3. Liga 2012/13                              | Preußen – Arminia | 4:0       | |
| 69 | 9. März 2013  | 3. Liga 2012/13                              | Arminia – Preußen | 1:1       | |
| Arminia stieg 2013 in die 2. Bundesliga auf und 2014 wieder ab.                                                                                      |               |                                              |                   |           | |
| 70 | 19. Okt. 2014 | 3. Liga 2014/15                              | Preußen – Arminia | 3:1       | |
| 71 | 18. Apr. 2015 | 3. Liga 2014/15                              | Arminia – Preußen | 2:1       | |
| Arminia stieg 2015 in die 2. Bundesliga auf und 2023 wieder ab.                                                                                      |               |                                              |                   |           | |
| 72 | 19. Aug. 2023 | 3. Liga 2023/24                              | Arminia – Preußen | 4:0       | |
| 73 | 20. Jan. 2024 | 3. Liga 2023/24                              | Preußen – Arminia | –:–       | |

Anmerkungen: Bis einschließlich der Saison 1945/46 ist nicht bekannt, ob das erste Spiel der Saison in Bielefeld oder in Münster ausgetragen wurde. Hier wurde daher die alphabetische Reihenfolge gewählt. Zwischen 1922 und 1926 wurden die Spiele im Westdeutschen Spiel-Verband im Rahmen des so genannten Neuen Wegs über zwei Jahre ausgetragen. Dabei fand im ersten Jahr die Hin- und im zweiten Jahr die Rückrunde statt.

### Pokalspiele
| Nr. | Datum         | Saison                                | Begegnung           | Ergebnis  | Bemerkung                                          |
| --- | ------------- | ------------------------------------- | ------------------- | --------- | -------------------------------------------------- |
| 01  | 7. Aug. 1966  | Westdeutscher Pokal 1966/67, 2. Runde | Münster – Bielefeld | 2:2 n. V. |                                                    |
| 02  | 10. Aug. 1966 | Wiederholungsspiel                    | Bielefeld – Münster | 1:1 n. V. | Münster kam nach Losentscheid eine Runde weiter.   |
| 03  | 8. Juli 2012  | Westfalenpokal 2011/12, Finale        | Bielefeld – Münster | 2:0       | Der Endspielort Bielefeld wurde vom FLVW bestimmt. |

## Statistik
| Wettbewerb                           | Spiele | Siege Arminia | Remis | Siege Preußen | Tore   |
| ------------------------------------ | ------ | ------------- | ----- | ------------- | ------ |
| 2. Bundesliga Nord                   | 10     | 06            | 03    | 01            | 018:10 |
| 3. Liga                              | 07     | 02            | 03    | 02            | 010:11 |
| Regionalliga West/Südwest            | 02     | 01            | 01    | 0             | 003:02 |
| Oberliga Westfalen                   | 08     | 01            | 02    | 05            | 003:14 |
| Regionalliga West                    | 16     | 08            | 05    | 03            | 032:19 |
| Oberliga West                        | 02     | 01            | 0     | 01            | 002:05 |
| Gauliga Westfalen                    | 08     | 04            | 0     | 04            | 022:16 |
| Aufstiegsrunde zur Gauliga Westfalen | 02     | 01            | 0     | 01            | 002:02 |
| Landesliga Westfalen                 | 02     | 0             | 01    | 01            | 002:05 |
| Ligaspiele vor 1933                  | 07     | 07            | 0     | 0             | 022:02 |
| Liga gesamt                          | 72     | 35            | 21    | 16            | 130:89 |
| Endspiel Westfalenmeisterschaft      | 01     | 01            | 0     | 0             | 007:0  |
| Westdeutscher Pokal                  | 02     | 0             | 02    | 0             | 003:03 |
| Westfalenpokal                       | 01     | 01            | 0     | 0             | 002:0  |
| Gesamt                               | 76     | 37            | 23    | 18            | 142:92 |

## Persönlichkeiten

### Spieler
Die folgenden Spieler waren bei beiden Clubs in der jeweils ersten Mannschaft aktiv.
| Name                  | Zeit in Bielefeld    | Zeit in Münster      |
| --------------------- | -------------------- | -------------------- |
| Helmut Balke          | 1974–1976            | 1972–1974            |
| Ansgar Brinkmann      | 2001–2003            | 1991–1993, 1995      |
| Ulrich Gäher          | 1991–1992            | 1987–1991            |
| Frederik Gößling      | 1996–2000            | 2003–2006            |
| Joel Grodowski        | 2025–                | 2023–2025            |
| Eric Groeleken        | 1995–1996            | 1991–1993            |
| Diethelm Hoffmann     | 1972–1973            | 000?–1972            |
| Paul Jaschke          | 1986–1987            | 1991–1994            |
| Martin Kollenberg     | 1986–1988, 1991–1995 | 1990–1991            |
| Marc Lorenz           | 2012–2015            | 2009–2011, seit 2022 |
| Zdenko Miletić        | 1995–2002            | 1991–1993            |
| Hans-Werner Moors     | 1976–1980            | 1972–1976            |
| Christian Müller      | 2010–2011, 2012–2016 | 2017                 |
| Alexander Ogrinc      | 1991–1995            | 1998–2000            |
| Christos Orkas        | 1990–1991            | 1989, 1991–1993      |
| Dieter Reh            | 1973–1974            | 1965–1971            |
| Heinz-Günter Sibilski | 1963–1965            | 1965–000?            |

### Trainer
Die folgenden Trainer waren bei beiden Clubs in der jeweils ersten Mannschaft aktiv.
| Name            | Zeit in Bielefeld | Zeit in Münster |
| --------------- | ----------------- | --------------- |
| Benno Möhlmann  | 2000–2004         | 2016–2017       |
| Gerd Roggensack | 1986–1986         | 1990–1991       |